# Basile Georges Casmoussa
Basile Georges Casmoussa, en arabe : باسيل جورج كسموسه, né le 25 octobre 1938 à Bakhdida, Royaume d'Irak), est un éditeur et un prélat catholique irakien, archevêque de l'archéparchie syro-catholique de Mossoul de 1999 à 2010.

## Biographie
Basile Georges Camoussa est ordonné prêtre le 10 juin 1962 et obtient une licence de sociologie à l'Université de Louvain, en Belgique. Pendant ces années d'étude, il officie comme prêtre dans une paroisse belge.
Il est nommé archevêque de Mossoul le 8 mai 1999 et est consacré le 9 décembre suivant, par Mgr Ignace Moussa Ier Daoud. 
Bien que de nombreux chrétiens irakiens quittent le pays en raison des attaques liées à l'invasion de l'Irak en 2003, Mgr Camoussa choisit de rester.
Parallèlement, il travaille pendant trente ans en tant qu'éditeur et rédacteur en chef du journal d'opposition au régime de Saddam Hussein La source chrétienne, ce qui lui permet d'être actif au sein de l'Union internationale de la presse catholique.
Le 17 janvier 2005, à Mossoul, il se fait enlever par un groupe islamiste pendant que la région est marquée par une nouvelle vague d'attaques contre les chrétiens. Une rançon de 200 000 $ est réclamée, tandis que l'enlèvement est largement condamné par les autorités.
L'archevêque est libéré le lendemain, bien qu'aucune rançon ne fut versée.
Le 26 juin 2010, il démissionne de ses fonctions. Le 1er mars 2011, il est nommé évêque de la Curie d'Antioche.

## Prises de position

### Sur l'islamisme
Dans une interview accordée à l'Œuvre d'Orient, Mgr Georges Casmoussa revient sur la situation que traverse l'Irak :
« L'arrivée des Américains en Irak a généré un courant islamiste qui s'est intensifié depuis. Cependant, si le courant se réclamait, ou se réclame encore, de l'Islam, je suis convaincu que l'islam n'est souvent qu'un alibi pour ces groupes avant tout opportunistes et maffieux. (...) L'Occident nous a débarrassés d'un dictateur pour le remplacer par des dizaines d'autres qui agissent comme lui, sinon de façon pire, qui ne défendent que leurs intérêts personnels ou tribaux. L'invasion occidentalo-américaine a mis notre pays en coupe réglée. »

## Publications
- Jusqu'au bout[3], avec Joseph Alichoran et Luc Balbont, 2011, prix littéraire de l'Œuvre d'Orient[4] en 2012[5].